# Avenida João XXIII (Rio de Janeiro)
A Avenida João XXIII é uma avenida que fica localizada em Santa Cruz, na Zona Oeste do Rio de Janeiro.
Com aproximadamente 7 km de extensão, e localizada paralelamente ao trecho inicial da Rodovia Rio-Santos, é um importante eixo de ligação do centro do bairro com os conjuntos habitacionais e o distrito industrial. À beira da via, estão sendo instalados vários empreendimentos industriais de peso, especialmente a futura Companhia Siderúrgica do Atlântico (CSA).